# 아프가니스탄의 교통

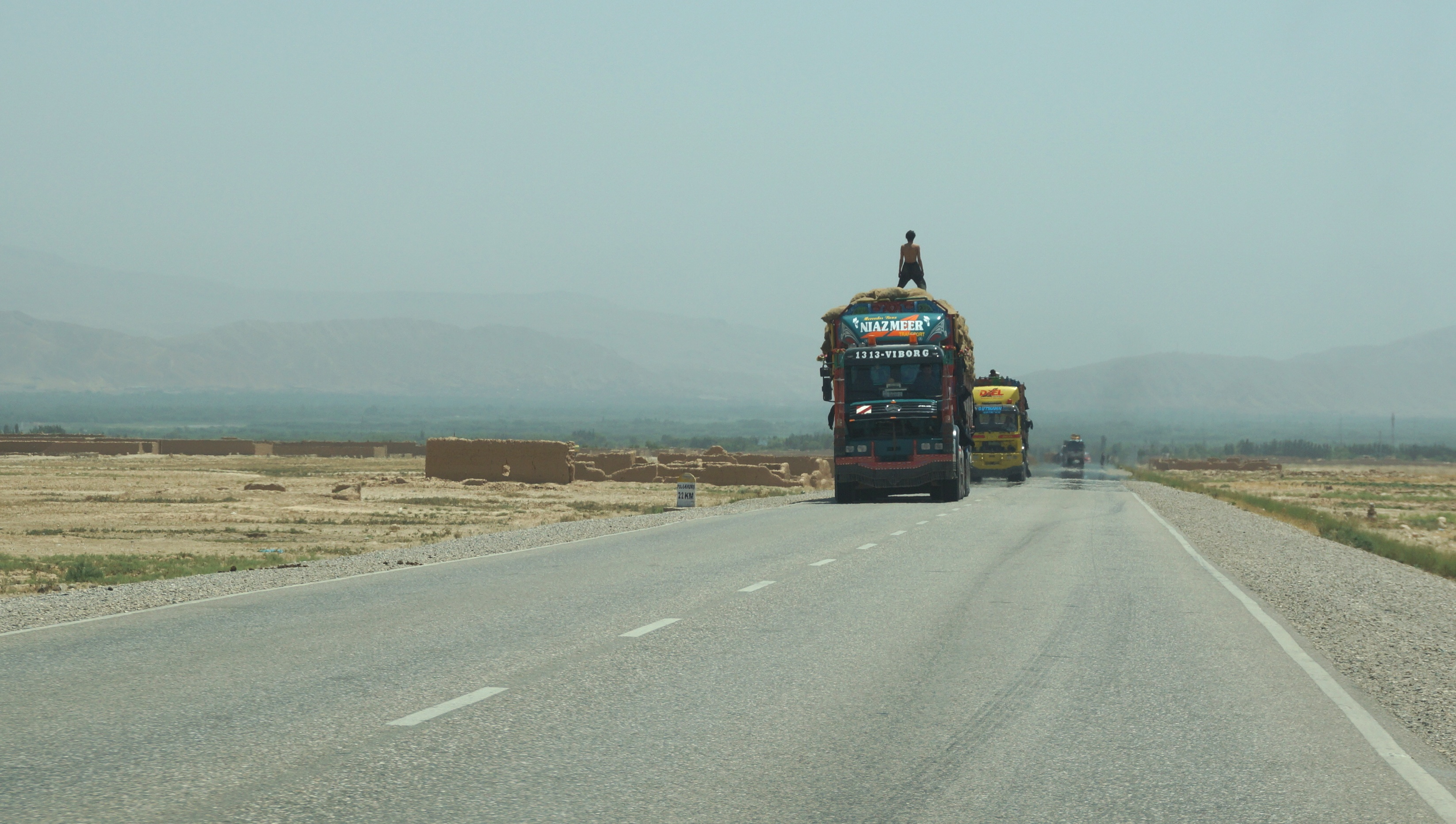
아프가니스탄 북부 고속도로의 트럭

아프가니스탄의 교통은 현재 제한되어 있으며 발전 단계에 있다. 국가 도로망 대부분이 1960년대에 구축되었으나 1980년대, 90년대 전쟁 기간 중에 관리되지 않은 채 방치되었다.
아프가니스탄은 역사상 동서문명의 십자로 역할을 했다. 아시아와 유럽을 연결하는 교통로로 인도에 이르는 길목 구실도 했는데, 근년에는 인도양 항로의 발달 및 국제항공의 발달로 유라시아 대륙 중앙에 위치하는데서 오는 종래의 우위성은 없어졌다. 카불－칸다하르사이, 64년 구소련의 원조로 개통된 카불에서 힌두쿠시 산맥을 관통하는 살랑터널 등의 간선도로는 좋으나, 그 외는 사막도로이다.

## 같이 보기
- 아프가니스탄의 경제
- 아프가니스탄의 지리